# Tanya Huebner

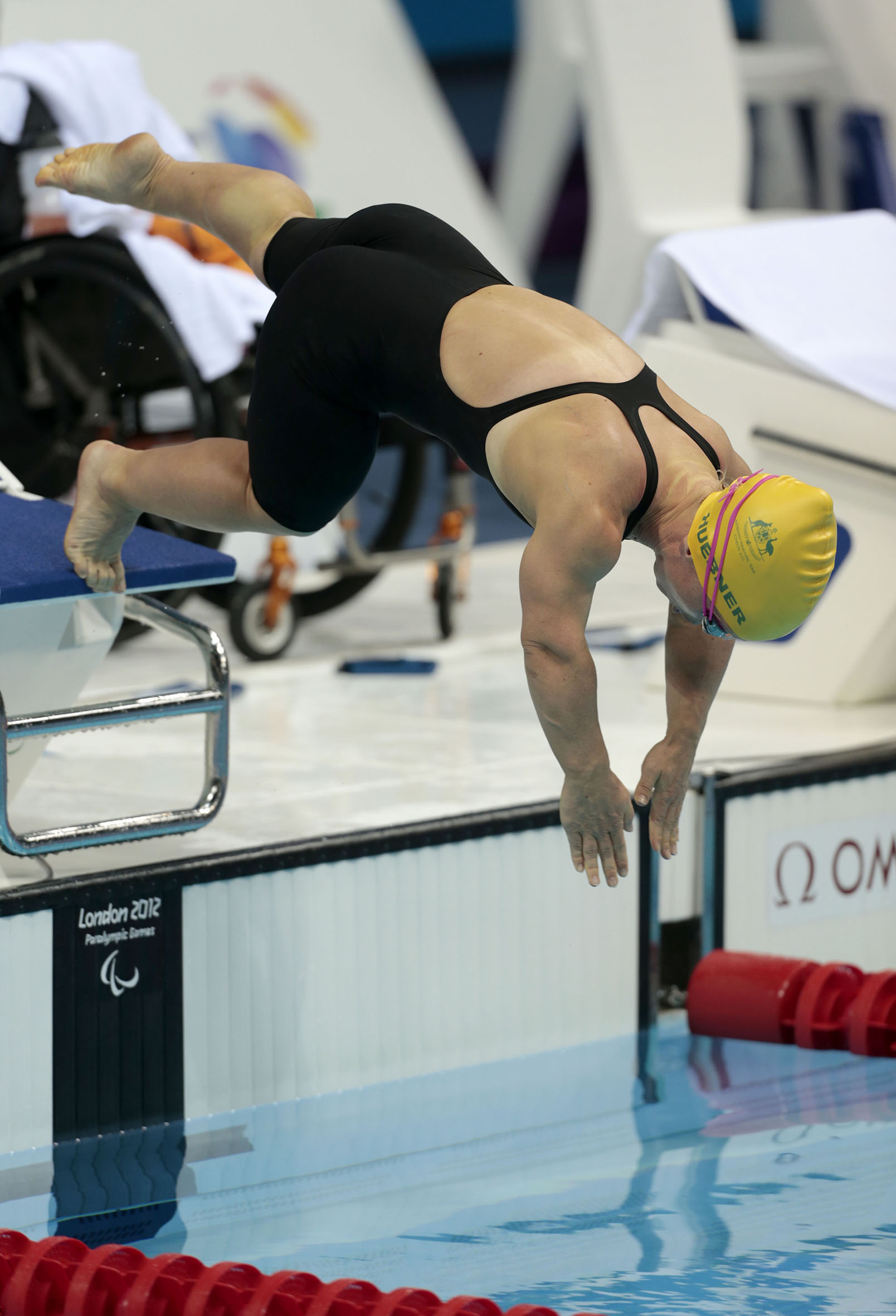
Tanya durante as Paralimpíadas de Londres 2012.

Tanya Huebner (nascida em 25 de agosto de 1978) é uma nadadora paralímpica australiana. Defendeu as cores da Austrália disputando os Jogos Paralímpicos de Londres 2012 e da Rio 2016. Nos Jogos Mundiais de Anões, Huebner competiu na natação e no atletismo e conquistou medalhas de ouro em ambas modalidades.

## Biografia
Tanya nasceu no estado australiano de Vitória, em 25 de agosto de 1978. Tem acondroplasia, uma forma de nanismo que afeta o crescimento do osso.

## Jogos Paraolímpicos

### Londres 2012, Reino Unido
Tanya foi selecionada para representar seu país nos Jogos Paralímpicos de Verão de 2012. Nadou as provas femininas da natação: 50 metros livre, 100 metros livre, 100 metros costas, 50 metros costas e 200 metros medley individual. Esta edição marcou a primeira participação paralímpica da atleta australiana.

### Rio 2016, Brasil
Tanya competiu na Rio 2016 e ficou em quinto na sua eliminatória dos 50 metros borboleta da categoria S6, contudo, não se classificou para as finais. Foi quinta colocada na final dos 100 metros costas, categoria SB6. Já no revezamento 4x50 metros livre (20 pontos), a equipe mista da Austrália, composta por Tanya, Rachael Watson, Tiffany Thomas Kane, Ahmed Kelly e Matthew Haanappe, terminou em sexto lugar.